# D'Angelo (famiglia)
I d'Angelo furono una famiglia di vetrai attivi a Murano.
Discendono da un Angelo di Giovanni, vetraio documentato dal 1371. Vetrai furono pure i nipoti Marco, Iacopino e Stefano che operarono a cavallo fra Tre e Quattrocento. Un documento del 1398 attesta come i primi due avessero ottenuto dal podestà di Murano il permesso di esercitare in Lombardia, mentre dal terzo discesero gli artigiani che si distinsero nell'isola nei secoli seguenti.
Figli di Stefano furono Bartolomeo detto Bono (1410-1486 ca.), Iacopo (1416-1485 ca.) e Francesco (1425-1498 ca.) i quali si associarono per fondare la vetreria "al Gallo". Un quarto fratello, Francesco, si fece sacerdote e se ne conserva un ritratto in una lunetta con la Vergine in trono dipinta da Lazzaro Bastiani nel Duomo di Murano.
Nella seconda metà del Quattrocento anche ai d'Angelo venne concesso di fabbricare il cristallo, inventato qualche anno prima da Angelo Barovier, e il "vetro porcellano" (un'imitazione della porcellana cinese adatta alla soffiatura).
Successivamente i tre fratelli si separarono, conducendo fornaci distinte. Stefano di Bono e Alvise di Iacopo non si distinsero particolarmente e morirono senza dare discendenza.
Quanto ad Andrea (1450-1545 ca.) e a Domenico (1465-1550 ca.) di Francesco, gestori della fornace "al Gallo", nel 1507 ottennero il privilegio di lavorare anche nei periodi di vacanza obbligatoria e l'esclusiva nella produzione di "specchi di vetro cristallino" secondo un procedimento segreto noto solo in Germania e in Fiandra.
Della discendenza di Domenico non si sa nulla, mentre Andrea ebbe quattro figli, di cui uno, Vincenzo, fu decoratore di vetri. Nel 1549 quest'ultimo ebbe dal doge l'esclusiva decennale nell'incisione a punta di diamante su soffiati, una tecnica da lui inventata.
Dei suoi due figli, Andrea e Francesco, non si conosce la discendenza. Difficile, inoltre, collocare nell'albero genealogico un Vettore, documentato alternativamente come "Vetor de Anzolli" e "Vettor dal Gallo"; a detta del mercante Martino Merlini era uno dei più importanti produttori di cristalli decorati a smalto dell'isola.
La famiglia è attestata per l'ultima volta il 19 aprile 1603, quando Giovanni e Lorenzo di Adriano, figlio di un fratello di Vincenzo, si recarono in podesteria per registrarsi quali cittadini muranesi. Vennero iscritti come Giovanni e Lorenzo dal Gallo, adottando un nuovo cognome derivato dall'insegna della fornace.